# ASC Purple

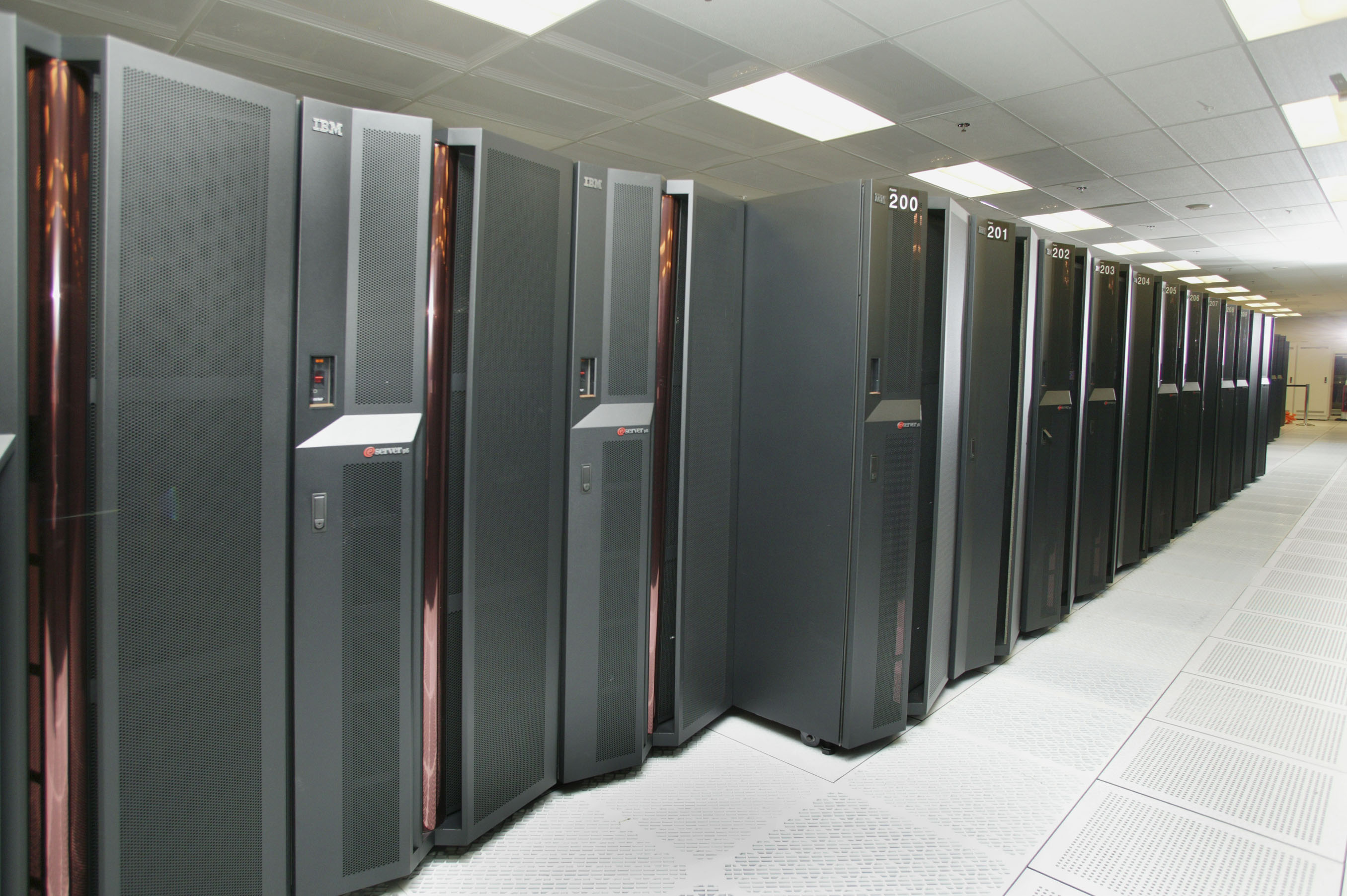
Superkomputer ASC Purple

ASC Purple (Advanced Simulation and Computing Program's Purple) – superkomputer działający w Lawrence Livermore National Laboratory w latach 2005-2010. Został zbudowany razem z komputerem Blue Gene/L przez IBM w ramach kontraktu o wartości 230 milionów $. Osiągał wydajność 75,7 TFLOPS w testach LINPACK i w czerwcu 2006 znajdował się na 3. miejscu w rankingu najszybszych superkomputerów świata TOP500.
Był zbudowany ze 12544 procesorów IBM POWER 5, umieszczonych w 196 szafach. Posiadał 50 terabajtów pamięci operacyjnej i 2 petabajty pamięci dyskowej. Działał pod kontrolą systemu operacyjnego AIX. Zużywał 7,5 MW mocy.
Jego głównym celem było przeprowadzanie symulowanych testów broni jądrowej w ramach programu Advanced Simulation and Computing prowadzonego przez Departament Energii Stanów Zjednoczonych i NNSA.